# Leñador

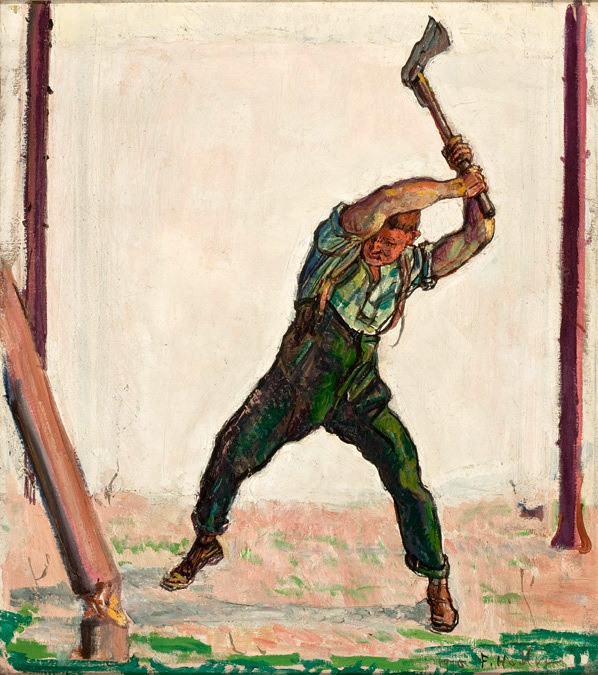
Un leñador cortando leña.

Un  leñador  es la persona que se dedica a cortar, recoger y vender leña. Se ocupa de escoger y preparar en el bosque los árboles que debe cortar, y luego cortar o serrar los mismos mediante el uso de herramientas como el hacha, la sierra o la motosierra y luego trasladar la leña al almacén o los troncos al aserradero. El leñador puede trabajar solo o en equipo, como es el caso de las grandes compañías que se dedican a la tala de árboles para la industria de la madera o papelera (por ejemplo en América del Norte, en la Amazonia, en África, etc).

En tiempos antiguos el leñador era una de las personas más populares, ya que la leña era el material más común para calentar y cocinar: en efecto, la leña se utilizaba (y utiliza aún) para quemarla en estufas, fogones, parrilleros, y barbacoas, tanto en casas particulares como en establecimientos abiertos al público, y también servía para las cocinas económicas y hornos de los domicilios, e incluso (por ejemplo, durante la guerra) como combustible en los coches de gasógeno. La recogida de leña y con ella el trabajo del leñador artesanal  ha disminuido en los tiempos modernos, ya que la leña utilizada como combustible ha decaído en los entornos urbanos e industrializados, quedando reducida a su uso en algunos domicilios del campo a través de su quema en los hogares a leña.

## Cultura popular
En la cultura popular moderna, el leñador es representado como un hombre musculoso con barba que representa virtudes masculinas nostálgicas. El leñador suele destacar por su atuendo incluyendo camisa de franela a cuadros y botas. Una de las características distintivas del leñador es que usa herramientas de baja tecnología, como las hachas, para enfrentarse a la naturaleza. En 2016, el término "lumbersexual" emergió en las redes sociales  anglosajonas para representar a una persona que utiliza ropa diseñada para entornos rurales por su estética en lugar de su función. El lumbersexual es una evolución del término metrosexual, que representó en la década de 2000 una forma de vida en el que el hombre contemporáneo varonil se preocupa por su ropa y el estilo. El lumbersexual usa la estética del leñador como barba, botas y camisas de franela en entornos urbanos. 